# Piauí (rivier in Piauí)
Piauí (Portugees: Rio Piauí) is een rivier in Brazilië. Zij ligt in de deelstaat Piauí en mondt uit in de Canindé-rivier bij de plaats Francisco Ayres.

## Plaatsen
Plaatsen bij de rivier zijn onder andere:
- São João do Piauí
- Francisco Ayres